# Slobodan Praljak
Slobodan Praljak (Čapljina, Bòsnia i Hercegovina, Iugoslàvia, 1 de gener de 1945 - La Haia, Països Baixos, 29 de novembre de 2017) va ser un polític i militar bosniocroat, que va ser protagonista de la Guerra de Bòsnia, en el marc de les Guerres de Iugoslàvia. Com a tal, va ser un dels sis acusats imputats pel Tribunal Penal Internacional per a l'antiga Iugoslàvia (TPIY), en relació amb els casos de crims de guerra comesos en el marc de la República Croata d'Herceg-Bòsnia. Es va suïcidar ingerint un verí durant la sessió en què el tribunal ratificava la seva condemna a 20 anys de presó.